# Берец, Анна
А́нна Бе́рец (венг. Berecz Anna, род. 4 сентября 1988 года, Будапешт) — венгерская горнолыжница, участница Олимпийских игр в Ванкувере. Универсал, выступает во всех дисциплинах горнолыжного спорта.
В Кубке мира Берец дебютировала в 2007 году, всего на сегодняшний день стартовала в пяти спусках на этапах Кубка мира, но ни разу не финишировала. В Южноамериканском кубке имеет на сегодняшний день имеет на своём счету 4 попадания в десятку лучших, 2 в супергиганте и 1 в комбинации. Лучшим достижением Берец в общем зачёте Южноамериканского кубка является 26-е место в сезоне 2007-08.
На Олимпиаде-2010 в Ванкувере стартовала во всех пяти дисциплинах: скоростной спуск — 35-е место, комбинация — 27-е место, супергигант — не финишировала, гигантский слалом — 42-е место, слалом — 45-е место.
За свою карьеру участвовала в трёх чемпионатах мира, лучший результат 27-е место в комбинации на чемпионате 2011 года.